# Alstroemeria bakeri
Alstroemeria bakeri är en alströmeriaväxtart som beskrevs av Ferdinand Albin Pax. Alstroemeria bakeri ingår i släktet alströmerior, och familjen alströmeriaväxter. Inga underarter finns listade i Catalogue of Life.